# Таллинська сільська рада
Талли́нська сільська рада (рос. Таллинский сельский совет) — сільське поселення у складі Грачовського району Оренбурзької області Росії.
Адміністративний центр — село Талли.

## Населення
Населення — 609 осіб (2019; 803 в 2010, 1173 у 2002).

## Склад
До складу сільської ради входять:
| Населений пункт        | Населення, осіб (2002) | Населення, осіб (2010) |
| ---------------------- | ---------------------- | ---------------------- |
| Комсомольський, селище | 73                     | 15                     |
| Революціонер, селище   | 180                    | 102                    |
| Талли, село            | 920                    | 686                    |